# Sioux Falls Skyforce 2007-2008
La stagione 2007-08 dei Sioux Falls Skyforce fu la 2ª nella NBA D-League per la franchigia.
I Sioux Falls Skyforce arrivarono secondi nella Central Division con un record di 28-22. Nei play-off vinsero nei quarti di finale con i Dakota Wizards (1-0), perdendo poi in semifinale con gli Austin Toros (1-0).

## Roster
| N° | Naz.                   | Ruolo | Sportivo          | Anno | Alt. | Peso |
| -- | ---------------------- | ----- | ----------------- | ---- | ---- | ---- |
|    | Stati Uniti (bandiera) | A     | Kasib Powell      | 1981 | 201  | 98   |
|    | Stati Uniti (bandiera) | C     | Chris Alexander   | 1980 | 216  | 118  |
|    | Stati Uniti (bandiera) | G     | Jahsha Bluntt     | 1984 | 198  | 100  |
|    | Stati Uniti (bandiera) | A     | Damone Brown      | 1979 | 206  | 91   |
|    | Stati Uniti (bandiera) | A     | Jermareo Davidson | 1984 | 208  | 104  |
|    | Stati Uniti (bandiera) | A     | Glen McGowan      | 1981 | 206  | 104  |
|    | Stati Uniti (bandiera) | A     | Bobby Jones       | 1984 | 201  | 98   |
|    | Stati Uniti (bandiera) | A     | Chris Richard     | 1984 | 206  | 122  |
|    | Stati Uniti (bandiera) | G     | Milone Clark      | 1983 | 193  | 88   |
| 00 | Stati Uniti (bandiera) | A     | Ronald Allen      | 1984 | 208  | 111  |
| 10 | Stati Uniti (bandiera) | G     | Elton Nesbitt     | 1980 | 175  | 75   |
| 13 | Stati Uniti (bandiera) | G     | David Bailey      | 1981 | 173  | 75   |
| 21 | Stati Uniti (bandiera) | A     | Evan Burns        | 1984 | 203  | 100  |
| 22 | Stati Uniti (bandiera) | A     | Michael Joiner    | 1981 | 201  | 104  |
| 23 | Stati Uniti (bandiera) | G     | Carl Elliott      | 1983 | 193  | 100  |
| 32 | Stati Uniti (bandiera) | A     | Antywane Robinson | 1984 | 203  | 95   |
| 33 | Stati Uniti (bandiera) | A     | Nik Caner-Medley  | 1983 | 203  | 109  |
| 34 | Stati Uniti (bandiera) | A     | J.C. Mathis       | 1982 | 206  | 102  |
| 42 | Stati Uniti (bandiera) | A     | Jason Klotz       | 1981 | 208  | 116  |

## Staff tecnico
- Allenatore: Nate Tibbetts
- Preparatore atletico: Dustin Schramm